# Особиста справа Анни Ахматової
«Особиста справа Анни Ахматової» (рос. «Личное дело Анны Ахматовой») — російський радянський документальний фільм 1989 року кіностудії «Ленфільм».

## Зміст
Фільм присвячений сторіччю з дня народження великої російської поетеси Анни Ахматової. Кіно складається зі спогадів її друзів, документальних фактів із біографії і записів виконання власних віршів самої Ахматової.
У фільмі використані «Записки про Анну Ахматову» Лідії Чуковської, архівні кіно- і фотоматеріали.
Текст читали: Роза Балашова, Лариса Мальованна, В'ячеслав Захаров